# The Proov
Gumshoe (Sven Willemsen) & CeeMajor (Cor Giesing), beter bekend als hiphopformatie The Proov, zijn rappers/MC's uit respectievelijk Harderwijk (GLD) en Leeuwarden. Zij houden zich bezig met Engelstalige hiphop. The Proov fungeert binnen de hiphopwereld als een van de pioniers van de Engelstalige hiphopscene in Nederland. The Proov geeft haar muziek uit onder het label imPROOVment records.

## Biografie
De Nederlandse MC's treden sinds 1995 op en hebben in Nederland inmiddels bijna alle zalen aangedaan met The Proov. Ook stonden zij op festivals als Lowlands en North Sea Jazz. Zij brachten in 1999 de jazz georiënteerde, Engelstalige ep Traditions uit en stonden in voorprogramma's van onder andere Masta Ace, Tha Alkaholiks, Black Star, Organized Konfusion, Last Emperor en J-Live. Zij werkten samen met onder meer Pete Philly, Brainpower, Skate the Great, Nicolay (Foreign Exchange, Phonte), Perquisite, J Rawls (Lone Catalysts), Couzin Steve, Arts The Beatdoctor en C-mon & Kypski.

## Discografie

### Albums
- 1999 - Traditions (ep)
- 2000 - Traditions (album)
- 2005 - Battle Mode (album)
- 2007 - ART (ep)
- 2011 - OFF THE CUFF (album)

### Singles
- 1998 - What I'm Not (12")
- 2000 - Feel The Heat (12")
- 2003 - Nebula (12")
- 2003 - Two Entropies (12")

### Overig werk
- 2003 - Conductors (cd; bijdrage op verzamelalbum From Amsterdam to Praha)
- 2004 - Off Track (cd; bijdrage op album Cereal)
- 2006 - The Ultimate (cd; bijdrage op verzamelalbum State Presenteert Homegrown 2005)
- 2006 - The Ultimate (cd; bijdrage op verzamelalbum Dutch Pop 2006)
- 2007 - Transitions (cd, lp; bijdrage op albums Arts the Beatdoctor en Transitions)